# Henri Coandă
Henri Marie Coandă (IPA: [ɑ̃ˈri ˈko̯andə], ; Bucarest, 7 giugno 1886 – Bucarest, 25 novembre 1972) è stato uno scienziato e ingegnere rumeno.
Fu un pioniere dell'aviazione, fisico e inventore, ideatore del motore a reazione e scopritore dell'effetto che porta il suo nome. Era figlio del generale Constantin Coandă, Primo ministro della Romania nel 1918.
Nel 1910 presentò il primo aereo a getto (solo 7 anni dopo il primo volo dei fratelli Wright), dando così vita al primo aereo con motoreattore della storia dell'aeronautica.
Henri Coandă è inoltre famoso per la scoperta del cosiddetto effetto Coandă, un importante fenomeno fluidodinamico.

## Biografia
Henri Coandă nasce il 7 giugno 1886 a Bucarest, secondogenito di una famiglia numerosa. Suo padre era il generale Constantin Coandă, professore di matematica presso la Scuola Nazionale di ponti e strade di Bucarest e primo ministro della Romania per un breve periodo nel 1918. Sua madre, Aida Danet, era la figlia di un medico francese, Gustave Danet, nativo della Bretagna.
Fin da bambino, il futuro ingegnere e fisico è affascinato dal "miracolo del vento". Henri Coandă è prima alunno della Scuola di Petrache Poenaru a Bucarest, poi del Liceo San Sava nel 1896, dove frequenta i primi tre gradi; a 13 anni è mandato dal padre, che voleva spingerlo verso la carriera militare, alla scuola militare a Iaşi nel 1899. Termina la scuola superiore nel 1903 con il grado di sergente maggiore, e continua gli studi presso la Scuola di Artiglieria e Ingegneria a Bucarest.
Distaccato presso un reggimento di artiglieria da campo in Germania nel 1904, viene inviato alla Technische Hochschule (Università Tecnica) di Berlino-Charlottenburg. Appassionato di problemi tecnici e tecnica soprattutto aviatoria, nel 1905 costruisce un aereo-missile per l'esercito rumeno. Tra il 1907-1908 segue corsi accademici in Belgio a Liegi e all'Istituto Montefiore, dove conosce Giovanni Caproni. Nel 1908 torna al suo paese, dove è assegnato, come ufficiale, al secondo reggimento di artiglieria. Il suo spirito rivoluzionario ed inventivo mal si concilia però con la disciplina militare: Coandă chiede quindi, ed ottiene, il permesso di lasciare l'esercito. Approfittando della libertà riconquistata, intraprende un lungo viaggio in auto sulla rotta Isfahan - Teheran - Tibet. Al ritorno va in Francia, dove si iscrive alla neonata École Superieure d'Aeronautique et de construction mécaniques (l'attuale École Nationale Supérieure de l'Aéronautique et de l'Espace, nota anche come SUPAERO), costituita a Parigi nel 1909, e si laurea nel 1910 da migliore allievo della prima classe di ingegneri aeronautici.

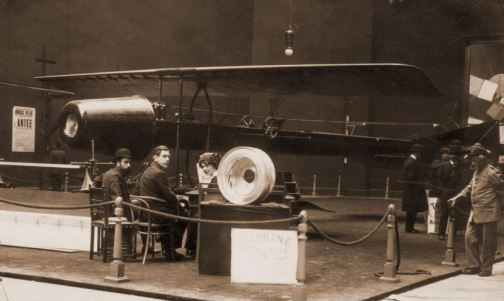
Henri Coandă assieme al suo aereo

Con il supporto dell'ingegnere Gustave Eiffel e dello scienziato Paul Painlevé, che lo aiuta ad ottenere le autorizzazioni necessarie, Henri Coandă conduce esperimenti di aerodinamica e sviluppa le relative soluzioni tecniche e di misura. Per esempio, uno di questi esperimenti prevede il montaggio di un dispositivo sperimentale su un treno che viaggia alla velocità di 90 km/h per poterne analizzare il comportamento aerodinamico.

Nel 1910, basandosi anche sul lavoro di Caproni, progetta e costruisce il primo aereo dotato di motore a 'termogetto' nell'officina Joachim Caproni, noto come Coandă-1910, che espone e dimostra in pubblico al secondo salone internazionale dell'aeronautica di Parigi. L'alimentazione è realizzata con un motore a 4 cilindri che muove un compressore, il quale a sua volta alimenta due bruciatori per generare la spinta, anziché usare un'elica. Sarebbero occorsi altri trent'anni per vedere il successivo aereo alimentato con un sistema simile, il Campini Caproni CC.2.

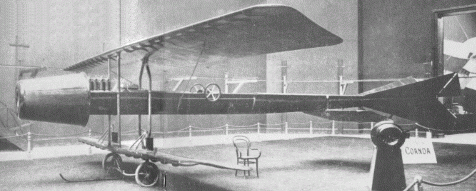
Foto del Coandă-1910

All'aeroporto di Issy-les-Moulineaux, nei pressi di Parigi, Coandă perde il controllo del suo velivolo che precipita e prende fuoco. Fortunatamente riesce a salvarsi, subendo solo qualche ferita al viso ed alle mani. In quello stesso periodo Coandă abbandona i suoi esperimenti, a causa di un calo d'interesse e della mancanza di supporto da parte delle istituzioni pubbliche e scientifiche.
Tra il 1911 ed il 1914 lavora come direttore tecnico della Bristol Aeroplane Company nel Regno Unito, dove progetta diversi velivoli, noti come aerei Bristol-Coandă, ed introduce il primo bimotore per una sola elica. Questi aerei diventano famosi per la stabilità e la manovrabilità rispetto alla concorrenza e godono di ampia diffusione presso le maggiori flotte mondiali, compresa la Romania. Nel 1912 uno di questi velivoli vince il primo premio all'International Military Aviation Contest.
Nel 1915 fa ritorno in Francia, dove lavora durante la prima guerra mondiale per Delaunay-Belleville a Saint-Denis. Ivi progetta e costruisce tre diversi modelli di aerei ad elica, compreso il primo aereo con una autonomia di 1800 km, il Coandă-1916, con due eliche spingenti montate vicino alla coda; questo concetto sarà ripreso per la progettazione dell'aereo da trasporto "Caravelle", al quale Coandă collaborerà come consulente tecnico.
Finita la prima guerra mondiale si dedica alla ricostruzione della Francia, inventando costruzioni prefabbricate in metallo, molto leggere e facilmente assemblabili. Nello stesso periodo inventa il finto marmo ed il beton-bois, crea un dissalatore sulla costa del sud della Francia per rendere l'acqua potabile grazie ai raggi solari e successivamente costruisce un serbatoio alto 62 metri della capacità di 80.000 metri cubi, collocato sul fondale del Golfo Persico dell'Emirato di Dubai, per ricavarne acqua potabile.
Nel periodo fra le due guerre Coandă continua a viaggiare e a creare nuove invenzioni, tra le quali il primo treno aerodinamico. Nel 1934 ottiene un brevetto francese sul metodo per deviare un getto di fluido che entra in un fluido diverso, a cui ci si riferisce come "effetto Coandă" e che consiste nella deviazione di un flusso di fluido che scorre lungo un muro convesso, un fenomeno notato nel 1910, durante i test del suo primo aereo a reazione. Questa scoperta ha portato grande contributo alla ricerca applicata, ad esempio, a dispositivi di attenuazione del rumore e tanto altro. Nel 1934 fa uso di questo principio per costruire il primo hovercraft e per il primo progetto di "disco volante", o "Aerodina Lenticulara" per la forma di lente, in grado di effettuare un volo verticale anche stazionario senza l'ausilio di eliche o di parti meccaniche in movimento. Questo velivolo vola per la prima volta nel 1954 ed è molto simile per forma all'VZ-9-AV Avrocar, sviluppato dall'Avro Canada prima di essere acquistato dall'USAF e classificato come progetto segreto.
Paragonabile solo al genio di Nikola Tesla, dato il suo notevole contributo scientifico, ritorna in Romania nel 1969, durante i primi anni della dittatura di Ceaușescu, dove concepisce un rivoluzionario modo di trasporto per le merci con l'ausilio di container fatti viaggiare in un tubo sottovuoto e che avrebbero potuto raggiungere i 400 km/h. Il progetto non viene realizzato per la morte di Coandă. Presta servizio come direttore dell'Istituto per le Creazioni Scientifiche e Tecniche (INCREST) e nel 1971 riorganizza, insieme con Elie Carafoli, il Dipartimento di Ingegneria Aeronautica dell'Università Politecnica di Bucarest, separandolo dal Dipartimento di Ingegneria Meccanica.

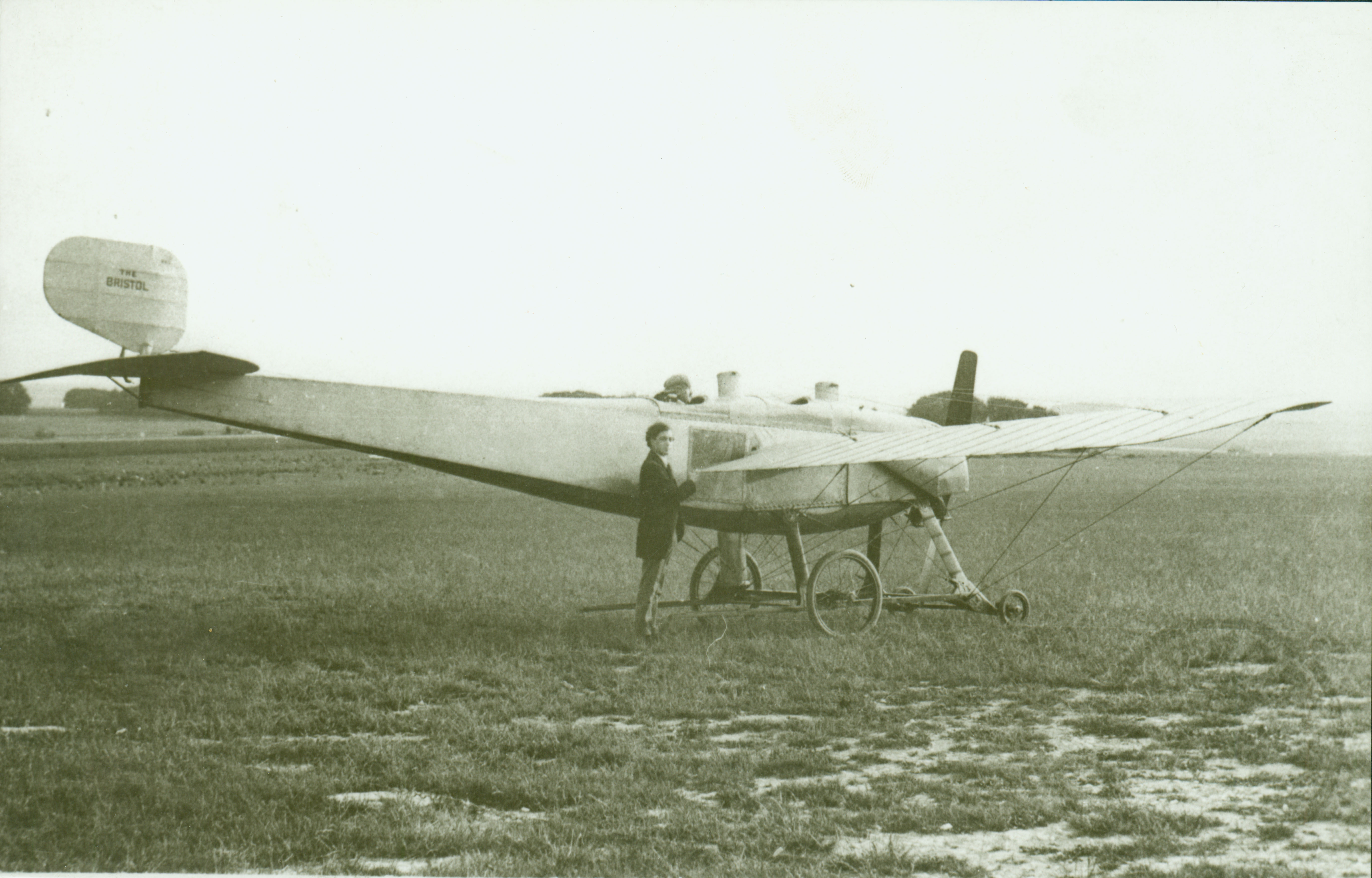
Aereo Bristol Coanda

Coandă muore a Bucarest il 25 novembre 1972, all'età di 86 anni, lasciando 707 brevetti, in parte utilizzati ancora per la costruzione dei velivoli odierni.
L'aeroporto internazionale di Bucarest-Otopeni è dedicato a lui.

## Citazione
"Questi aeroplani di oggi altro non sono che il perfezionamento degli aerei di carta con cui giocano i bambini. Secondo me, dovremmo pensare ad una macchina volante del tutto diversa, basata su principi di volo innovativi. Mi immagino un aereo futuro, che si innalzerà in volo verticalmente, volerà in maniera tradizionale e atterrerà verticalmente. Questa macchina volante non dovrà avere parti mobili. È un'idea che mi è stata ispirata dall'enorme potenza dei cicloni."

## Invenzioni e scoperte
- 1910: una piattaforma mobile per gli esperimenti di aerodinamica, montata sul fianco di un treno in corsa alla velocità di 90 km/h sulla linea ferroviaria Parigi - San Quintino. Questo permise a Coandă di ottenere un tunnel del vento; facendo uso di fumo e di una macchina fotografica progettata da lui stesso, riuscì a testare la stabilità delle ali dei suoi modelli.
- 1910: il Coandă-1910, il primo aereo jet.
- 1911: un aeroplano bimotore.
- 1911-1914: come direttore tecnico della Bristol Aeroplane Company progettò la serie di aerei noti come Bristol-Coandă.
- 1914-1916: a Delaunay-Belleville disegnò altri tre aerei, compreso il Coandă-1916, con due motori vicino alla coda.
- Inventò un nuovo materiale decorativo per l'edilizia, il beton-bois; un esempio famoso del suo uso si può ammirare nel Palazzo della Cultura di Iași del 1926.
- 1926: lavorando in Romania, Coandă sviluppò un dispositivo per l'individuazione di liquidi nel sottosuolo, molto utile per le ispezioni petrolifere. Subito dopo, nel Golfo Persico, progettò un sistema di trivellazione in mare.
- Probabilmente la più famosa delle sue scoperte fu l'effetto Coandă. Dopo la caduta del suo aereo, il "Coandă 1910", Coandă osservò che le fiamme e il gas incandescente emesso dal fuoco tendevano a restare vicini alla fusoliera. Dopo più di 20 anni di studi di questo fenomeno con altri suoi colleghi, Coandă descrisse quello che in seguito Albert Metral avrebbe battezzato "Effetto Coandă". Questo effetto è stato utilizzato in molte invenzioni aeronautiche ed è stato fondamentale per la progettazione dei veicoli supersonici.

## Riconoscimenti e medaglie
- 1956: a New York Coandă venne premiato come inventore del primo aereo jet: l'annunciatore lo indicò come "il passato, il presente ed il futuro dell'aviazione".
- 1965: all'International Automation Symposium di New York Coandă ricevette l'Harry Diamond Laboratories Award.
- Premio e medaglia d'oro "Vieilles Tiges".
- Riconoscimenti dall'UNESCO per la ricerca scientifica.
- Medaglia dell'Aeronautica francese per Ordine al Merito.
- Membro dell'Accademia Rumena.
- Laurea honoris causa ricevuta dall'Istituto Politecnico di Bucarest nel 1969.